# Zhongnan Shan
Zhongnan Shan är en bergstopp i Kina. Den ligger i provinsen Shaanxi, i den nordvästra delen av landet, omkring 39 kilometer söder om provinshuvudstaden Xi'an. Toppen på Zhongnan Shan är 2 568 meter över havet, eller 692 meter över den omgivande terrängen. Bredden vid basen är 8,7 km.
Runt Zhongnan Shan är det ganska tätbefolkat, med 67 invånare per kvadratkilometer. I omgivningarna runt Zhongnan Shan växer i huvudsak lövfällande lövskog.
Genomsnittlig årsnederbörd är 836 millimeter. Den regnigaste månaden är juli, med i genomsnitt 153 mm nederbörd, och den torraste är december, med 2 mm nederbörd.